# Güneyköy, Yalova
Güneyköy là một xã thuộc huyện Yalova, tỉnh Yalova, Thổ Nhĩ Kỳ. Dân số thời điểm năm 2010 là 419 người.